# Theta Carinae
Theta Carinae (θ Car) – gwiazda w gwiazdozbiorze Kila, znajdująca się w odległości około 456 lat świetlnych od Słońca. Jest najjaśniejszą gwiazdą w gromadzie otwartej IC 2602.

## Charakterystyka
Jest to odległa, gorąca gwiazda wczesnego typu widmowego B. Jest to gwiazda ciągu głównego, syntetyzująca hel z wodoru. Pomiary temperatury Theta Carinae wskazują wartość 27 900 K, podczas gdy gwiazdy tego podtypu mają zwykle temperatury bliższe 31 000 K; ta rozbieżność sprawia problem przy wyznaczeniu parametrów fizycznych gwiazdy. Jej jasność jest około 20 tysięcy razy większa niż jasność Słońca i gwiazda generuje wiatr gwiazdowy milion razy intensywniejszy niż wiatr słoneczny, tracąc 55×10−9M☉ w ciągu roku i powodując emisję promieniowania X. Widmo emisyjne gwiazdy jest osobliwe (ang. peculiar), co wiąże się z wznoszeniem materii z jej głębszych części; z tej przyczyny zewnętrzne warstwy Theta Carinae są wzbogacone w krzem (prawdopodobnie lokalnie).
Theta Carinae jest członkiem jasnej gromady otwartej IC 2602, w odróżnieniu od Aldebarana tylko sąsiadującego na niebie z gromadą Plejad. Jest jedną z najjaśniejszych gwiazd na niebie należących do gromad (najjaśniejszy jest Mirfak w gromadzie Alfa Persei). Pomimo wspólnego z resztą gromady kierunku ruchu i odległości gwiazda jest w tyle w stosunku do reszty gromady pod względem zaawansowania ewolucyjnego; jej wyznaczony wiek jest o rząd wielkości mniejszy niż wiek gromady, równy 34 milionom lat. Theta Carinae jest tzw. błękitnym maruderem, najjaśniejszym na ziemskim niebie, powstałym wskutek zderzenia się gwiazd w przeszłości (bądź transferu masy między składnikami). Z masą powyżej 10 mas Słońca Theta Carinae zakończy życie w eksplozji supernowej.